# Asociația Tinerilor Musulmani

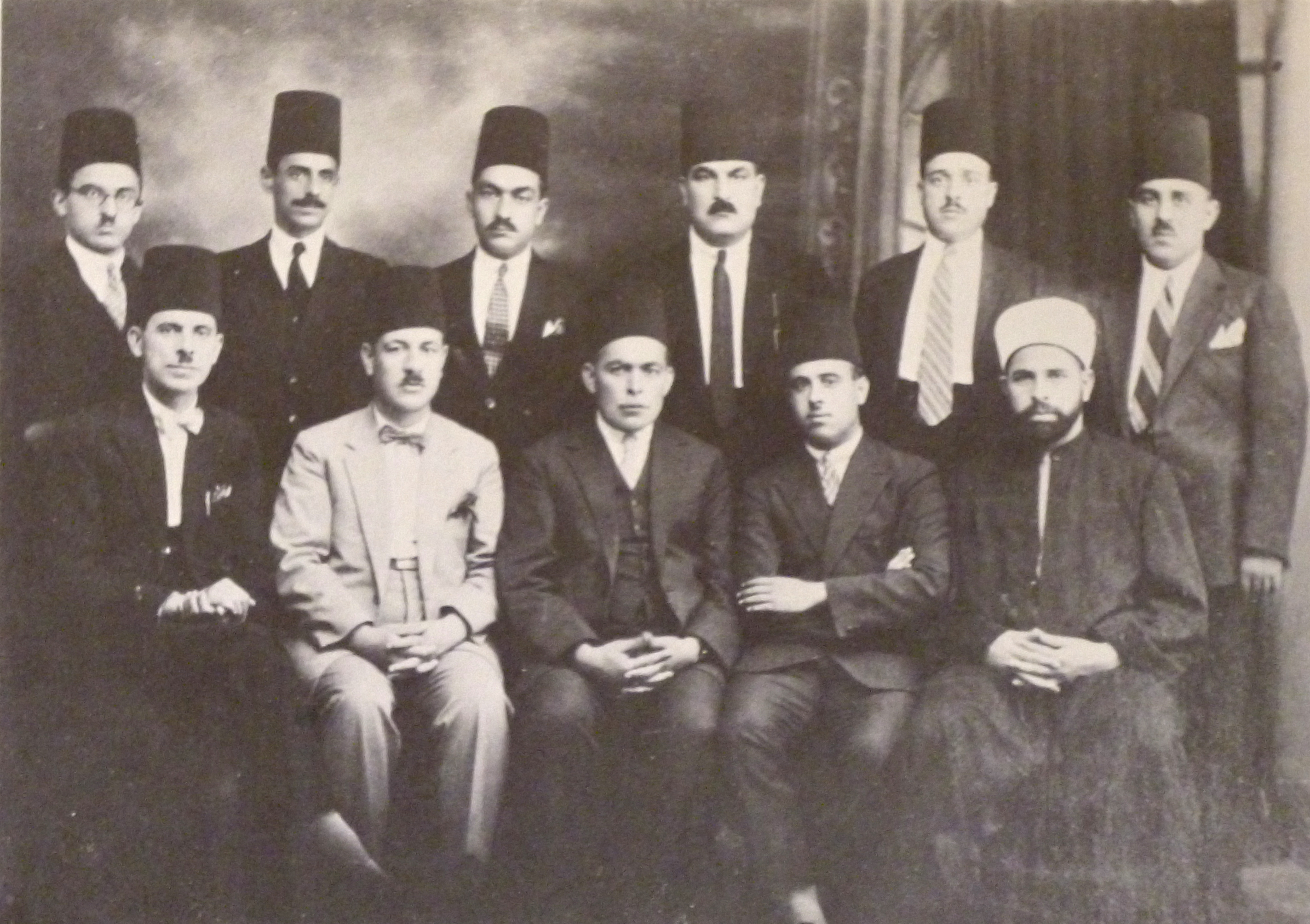
ATM, Acra, 1928

Asociația Tinerilor Musulmani (ATM) (în arabă جمعية الشبان المسلمين) (Jam'iyyat al-Shubban al-Muslimin) a fost fondată în Egipt, în 1926, cu doi ani înainte de înființarea Frăției Musulmane. Până la sfârșitul acelui deceniu, organizația avea deja 15.000 de membri. Conducătorul Asociației Tinerilor Musulmani din Palestina a fost Ezzedin Al-Qassam.